# Simón Arriaga
Simón Arriaga († Mai 1976 in Madrid) war ein spanischer Schauspieler.
Arriaga spielte Nebenrollen in fast 50 Filmen zwischen 1962 und 1977, darunter über 25 Italowestern, womit er zu den bekannten Nebendarstellern des Genres zählt.

## Filmografie (Auswahl)
- 1962: Torrejón City
- 1964: Die hundert Ritter (I cento cavalieri)
- 1965: Die Unversöhnlichen (Rebeldes en Canadá)
- 1966: Kopfgeld: Ein Dollar (Navajo Joe)
- 1966: Django
- 1967: Der Colt aus Gringo’s Hand (Un hombre y un colt)
- 1967: Django – unersättlich wie der Satan (Un hombre vino a matar)
- 1967: Die Grausamen (I crudeli)
- 1968: Der letzte Zug nach Durango (Un treno per Durango)
- 1970: El Condor (El Condor)
- 1971: Die Nacht der reitenden Leichen (La noche del terror ciego)
- 1971: Sando Kid spricht das letzte Halleluja (Un dolár para Sartana)
- 1972: Bete, Amigo! (Che c'entriamo noi con la rivoluzione?)
- 1972: Die rote Sonne der Rache (La banda J.S.: cronaca criminale del Far West)
- 1972: Todesmarsch der Bestien (Condenados a vivir)
- 1977: Curro Jimenez (TV-Serie)